# Skoppum
Skoppum este o localitate din comuna Horten, provincia Vestfold, Norvegia, cu o suprafață de 0,95 km² și o populație de 1.635 locuitori (2013).